# Banseok (métro de Daejeon)
Banseok (hangeul : 반석 ; hanja : 盤石), sous titrée en anglais Chilsungdae (hangeul : 칠성대 ; hanja : 七星臺), est une station terminus de la ligne 1 du métro de Daejeon. Elle est située au 303 Bukyuseong-daero dans le quartier Banseok-dong de la ville de Daejeon en Corée du Sud.
Ouverte en 2007, la station est desservie par les rames qui circulent sur la ligne (service omnibus)

## Situation sur le réseau

Plan du réseau (2017)

La station établie en aérien Banseok est la station terminus nord-ouest de la Ligne 1 du métro de Daejeon, elle est située avant la station Jijok, en direction du terminus nord-ouest Panam,..
Un dépôt de la ligne est situé à proximité.

## Histoire
La station Banseok est mise en service le 17 avril 2007, lors de l'ouverture à l'exploitation de la deuxième section de la ligne 1 du métro de Daejeon entre Government Complex, Daejeon et le nouveau terminus Banseok,.

## Services aux voyageurs

### Accès et accueil
La station est domiciliée au 303, Bukyuseong-daero, elle dispose de six accès. Établie en sous-sol, elle dispose : de trois ascenseurs et six escaliers mécaniques permettant de relier les deux niveaux souterrains et la surface ; d'une billetterie par automates et de deux quais équipés de portes palières. Elle est accessible aux personnes à la mobilité réduite.

### Desserte
Banseok est desservie par les rames qui circulent sur la ligne.

Installations
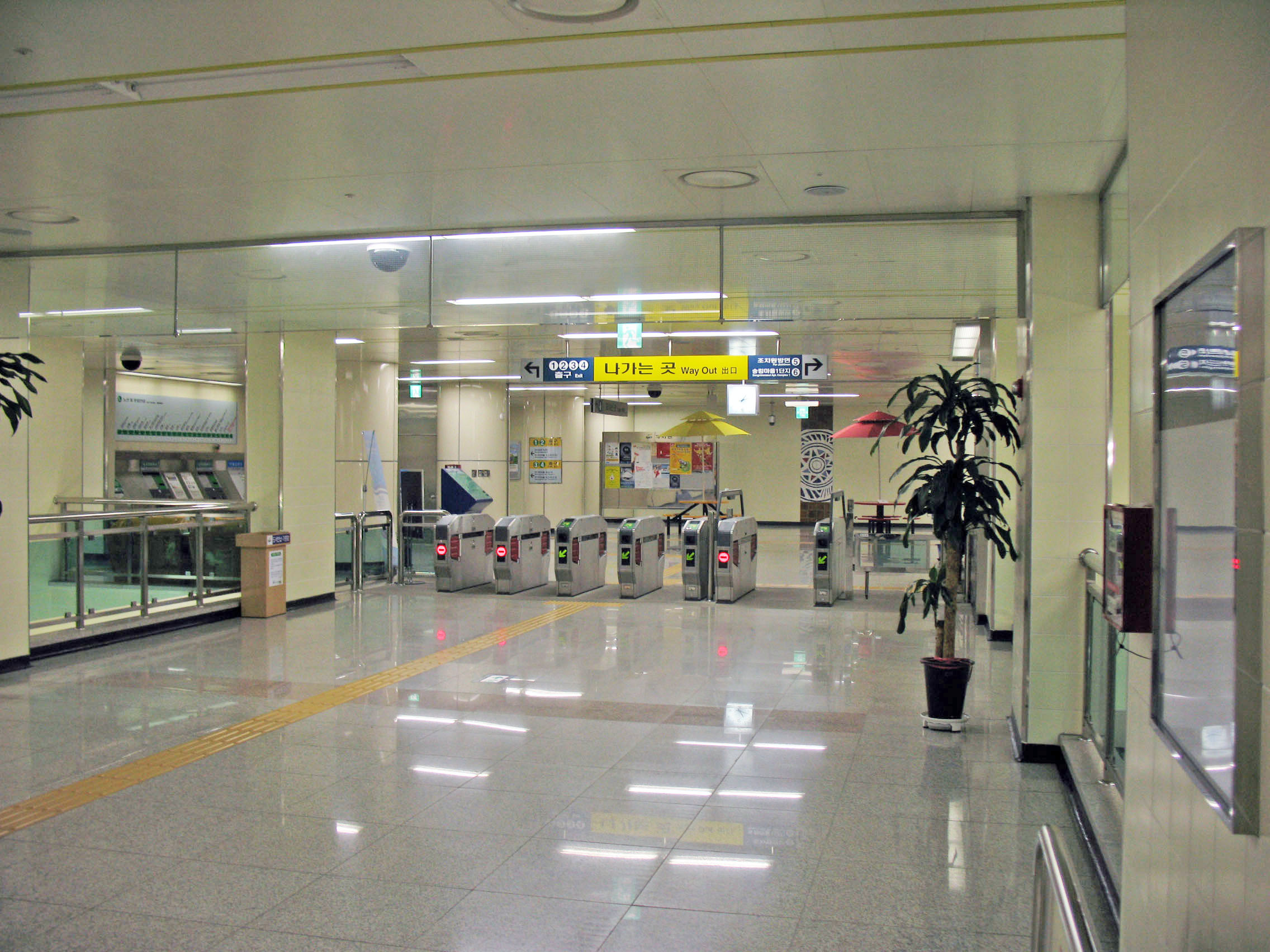
En 2008.
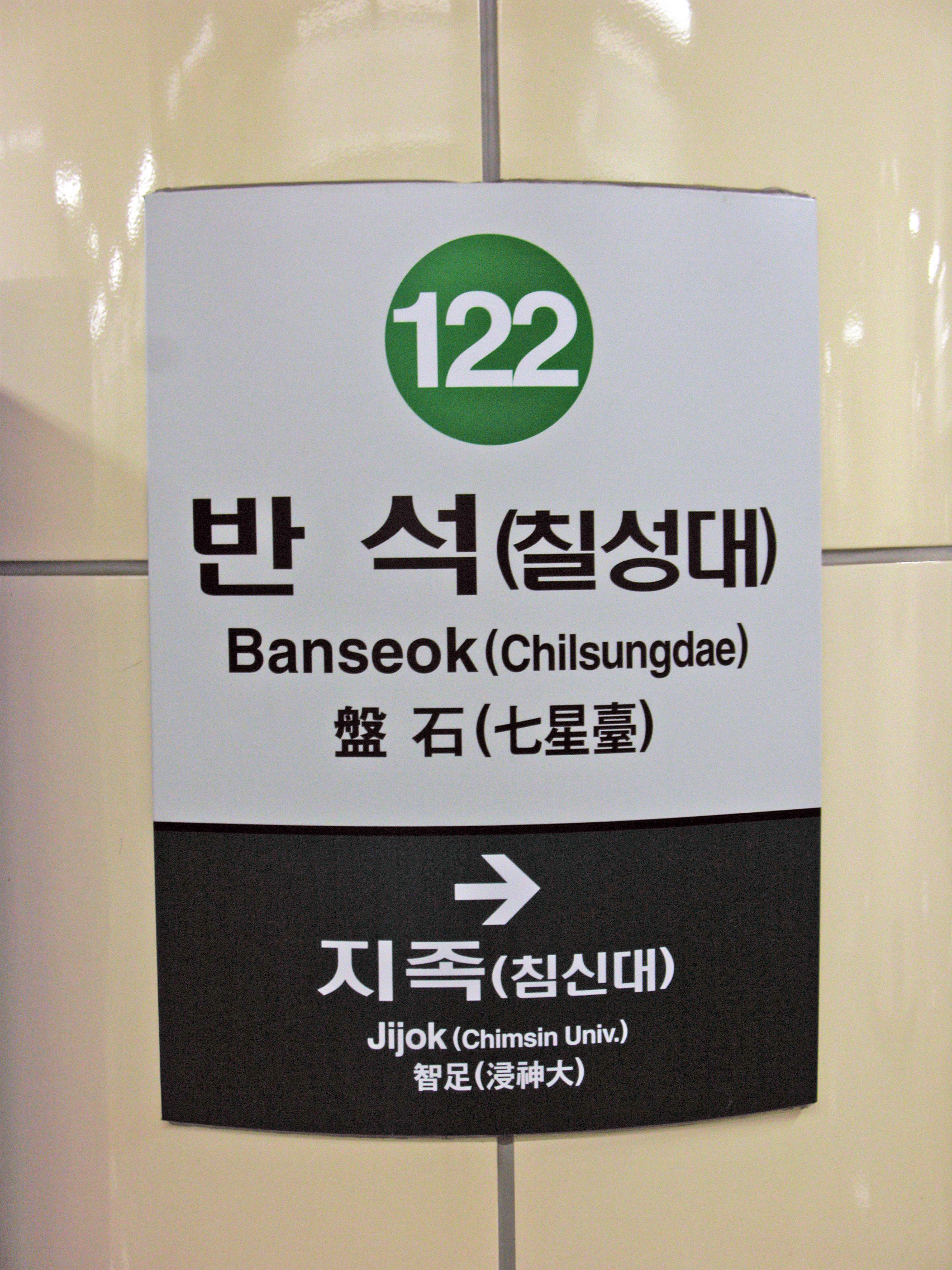
En 2008.
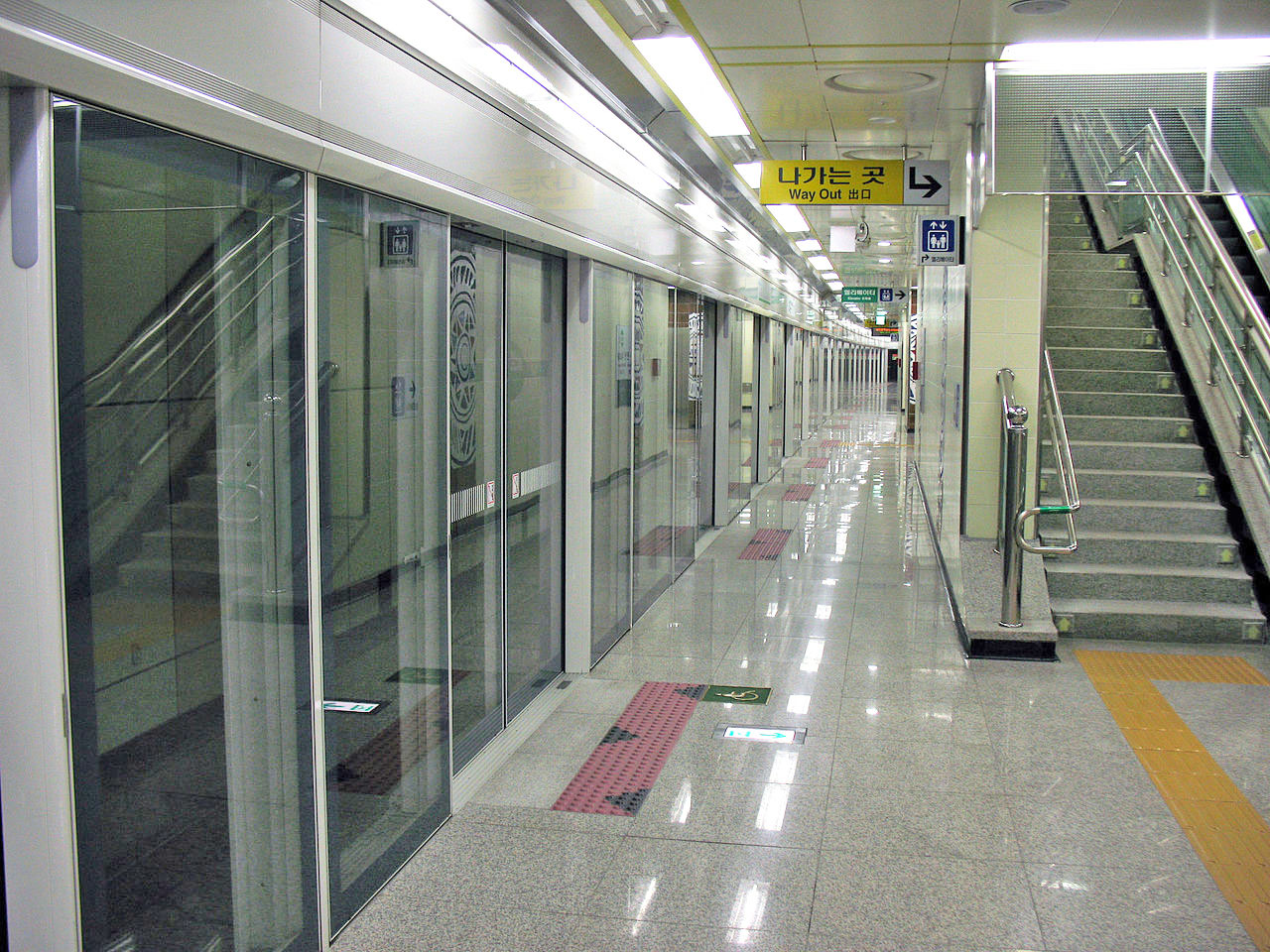
En 2008.

### Intermodalité
Elle est équipée d'un local à vélo et d'un parking pour les véhicules. Des stations de bus sont situées à proximité.